# وطاء جانبي
الوطاء الجانبي أو تحت المهاد الجانبي (بالإنجليزية: Lateral hypothalamus)‏ يُسمى أيضًا المنطقة الوطائية الجانبية، يحتوي على النواة الأوركسينية بصورة أساسية، المتشعبة في النظام العصبي، ويقوم بعدد من العمليات الإدراكية والجسدية، مثل تعزيز سلوكيات التغذية واليقظة، وتقليل إدراك الألم وتنظيم درجة حرارة الجسم، والوظائف الهضمية وضغط الدم، بين وظائف أخرى عديدة. تشمل الاضطرابات السريرية الناتجة عن اختلال الإسقاط الأوركسيني كل من التغفيق واضطرابات حركة الجهاز الهضمي واضطرابات الجهاز الهضمي الوظيفية ومنها فرط الحساسية الحشوي (مثل متلازمة القولون المتهيج) واضطرابات الأكل.
النواقل العصبية الكيميائية الأولية للتأشير في عصوبنات نواة الأوركسين هي الغلوتاميت والكانابينويد الداخلي والببتيد العصبي الأوركسيني أوركسين-أ وأوركسين-ب، وتشمل النواقل الكيميائية العصبية المتخصصة بمسار عصبي معين كل من حمض الغاما أمينوبيوتيريك والهرمون المركز للميلانين ونوسيسيبتين والغلوكوز وببتيد الدينورفين، وهرمونات الببتيدات المُنظِّمة للشهية مثل اللبتين وغريلين، وغيرها من النواقل الكيميائية. يشترك مستقبل كانابينويد نوع 1 مع الإسقاط العصبي الأوركسيني في الوطاء الجانبي والعديد من التراكيب الإدخالية، حيث يوجد مستقبل كانابينويد من نوع 1 ومستقبل أوركسين 1 ويشكلان مستقبلًا مشتركًا مغايرًا.

## المدخلات
- القشرة الجبهية الوسطية[12]
- النواة المركزية للجسم اللوزي[13]

## المخرجات
تغذي ألياف الإسقاط الأوركسينية الصادرة عن الوطاء الجانبي كامل الجزء المتبقي من الوطاء، وتسقط في الوطاء الخلفي ونواة الدرنة الحلمية (نواة ألياف إسقاط الهيستامين)، والنواة المقوسة، ونواة الوطاء المحاذية للبطين. بالإضافة للنواة الهيستامينية، يسقط النظام الأوركسيني في نواة الدوبامين الخاصة بالمنطقة السقيفية البطنية، ونواة النورأدرينالين الخاصة بالموضع الأزرق، ونوى الرفاء المفرز للسيروتونين، والنواة السويقية الجسرية الكولينية والنواة السقيفية الظهرانية الجانبية. تمثل الأنوية الهيستامينية والدوبامينية والسيروتونينية والنورأدرينية والكولينية التي تُسقط فيها عصبونات الأوركسين من الوطاء الجانبي المكونات الأساسية لنظام تفعيل التشكل الشبكي الصاعد.
تشمل مناطق المخرجات الأخرى: النواة الوسطية البطنية للوطاء، والنوى الحاجزية الوسطية والجانبية، والنواة المركزية للجسم اللوزي والمنطقة العائرة والسنجابية المحيطة بالمسال والعِنان وشريط بروكا المائل والمادة اللامسماة (يحتوي على النواة القاعدية)، والسطر النهائي، والقشرة الجبهية، والتراكيب الموجودة في جذع الدماغ، ومنها النخاع المستطيل البطني الوسطي المنبري، والنخاع المستطيل البطني الجانبي المنبري والنواة الملتبسة والنواة المفردة ونواة السبيل النخاعي للصعب ثلاثي التوائم ومركز التبول في جسر فارول ومركز التنفس ومجموعة التنفس في جسر فارول)، و الباحة المنخفضة، والنواة الظهرانية للعصب الحائر.
تقترن ألياف إسقاط الأوركسينية بمستقبل كانابينويد نوع 1 في الوطاء الجانبي والعديد من تراكيب المخرجات، حيث تلتحم مستقبلات كانابينويد نوع 1 مع مستقبل أوركسين 1 فيزيائيًا ووظيفيًا لتكوين المستقبل المشترك المغاير كانابينويد1-أوركسين1. هناك حالة من التداخل التشريحي الوظيفي والتداخل التأشيري النظامي بين نظام الكانابينويد الداخلي ونظام الأوركسين خلال الجهاز العصبي المركزي.

## الوظيفة
تؤدي عصبونات الأوركسين في الوطاء الجانبي طيفًا من الوظائف علاوة على المخرجات المتنوعة لنظام الأوركسين. هناك وظيفتان ملحوظتان لببتيدات الأوركسين في الوطاء الجانبي وهما تعزيز سلوك التغذية والتنبيه (اليقظة). وبصورة عامة، تشترك ألياف الإسقاط العصبي الأوركسينية في الوطاء الجانبي في التنظيم الحراري وتنظيم حركة الجهاز الهضمي ووظيفته عن طريق النواة الظهرانية للعصب الحائر، وتقليل إدراك الألم عبر العديد من تراكيب المخرجات (مثل السنجابية المحيطة بالمسال)، والتعديل على خاصية نظام مكافأة المحفزات خلال ألياف الإسقاط في المنطقة السقيفية البطنية وغيرها من المخرجات في نظام المكافأة، وتنظيم توازن الطاقة والوظائف العصبية الغدية (مثل المحور الوطائي-النخامي-الكظري والمهاد-النخامي-المحور التناسلي) وخلال غيرها من مخرجات الوطاء، وتنظيم الوظائف الحشوية (مثل التنفس وضغط الدم والتبول) عبر مجموعة من التراكيب في جذع الدماغ، بين وظائف أخرى.
يقوم نظام الكانابينويد الداخلي ونظام الأوركسين بالعديد من نفس التأثيرات الإدراكية والجسدية، ويتداخلان في الوظيفة والموقع، كما لاحظت مراجعة بحثية طبية في عام 2013، يضاعف المستقبل المشترك المغاير كانابينويد1أوركسين1 من قوة التأشير في مسار الكينيز المُنظَّم بالإشارة خارج الخلوية المتواسطة بمستقبل أوركسين1 بنحو 100 مرة. لوحظت وظائف فريدة من نوعها أيضًا، مثل استجابة رافعة للتوتر الوعائي عن طريق مستقبل كانابينويد1 مُحدَثة بمستقبل أوركسين1 في النخاع المستطيل البطني الجانبي المنبري.

## الأهمية السريرية
يرتبط التغفيق (النوم القهري) بنقص ملحوظ في عدد الإسقاطات العصبونية الأوركسينية من الوطاء الجانبي وقليل من ببتيدات الأوركسين في السائل الدماغي الشوكي. وذلك أساس الآلية المسؤولة عن أعراض النوم القهري كما نعرفها.
تقترح الأدلة أن عصبونات الأوركسين1 المتصلة عصبيًا بالنواة الظهرانية للعصب الحائر وبأجزاء من جذع الدماغ ربما تلعب دورًا في الفيزيولوجيا المرضية للألم المزمن في فرط الحساسية الحشوي (انظر ألم حشوي) في الاضطرابات الوظيفية للجهاز الهضمي.